# Sigurður Einarsson (piłkarz ręczny)
Sigurður Einarsson (ur. 7 kwietnia 1943) – islandzki piłkarz ręczny, olimpijczyk.
Reprezentował Islandię w grze w piłkę ręczną na Letnich Igrzyskach Olimpijskich 1972, które odbyły się w Monachium. Drużyna w której grał zajęła 12. miejsce.